# Teodora, kći Konstantina VII.
Teodora Porphyrogenita (grčki Θεοδώρα; o. 946. – ?) bila je bizantska princeza i carica, kći bizantskog cara Konstantina VII. i njegove žene Helene te tako unuka cara Romana I. i njegove supruge, carice Teodore, po kojoj je nazvana. Nakon smrti cara Konstantina, naslijedio ga je njegov sin, Roman II., koji je svoje sestre – uključujući Teodoru – poslao u manastir Kanikleion.
U studenom 971., Teodora se udala za cara Ivana I. Cimiska te su možda dobili kćer Teofano. Nije poznato je li Teodora nadživjela muža.
| Kraljevske titule  | Kraljevske titule            | Kraljevske titule |
| ------------------ | ---------------------------- | ----------------- |
| prethodnik Teofano | Bizantska carica 971. – 976. | nasljednik Helena |